# Gārsenes pagasts
Gārsenes pagasts er en territorial enhed i Aknīstes novads i Letland. Pagasten havde 904 indbyggere i 2010 og omfatter et areal på 68,05 kvadratkilometer. Hovedbyen i pagasten er Gārsene.